# Guy Delahaye
Guy Delahaye, de son vrai nom François-Guillaume Lahaise (Mont-Saint-Hilaire, 19 mars 1888 - Montréal, 2 octobre 1969), est un écrivain et psychiatre québécois.

## Biographie
Né à Mont-Saint-Hilaire, il est l’aîné d’une famille de quatre. Son grand-père, Guillaume Lahaise, est un notable important du lieu. Marchand (commerce)général, il est maire de Saint-Hilaire pour un temps puis député du parti libéral au fédéral. Guy vit une enfance privilégiée et côtoie notamment le peintre Ozias Leduc.
Guy fait son cours classique au séminaire de Saint-Hyacinthe. Pendant une partie de hockey, il se brise la jambe et passe sa convalescence à lire la poésie de Nelligan. En 1905, il poursuit ses études au collège Sainte-Marie de Montréal où il complète son cours classique. Il fait alors la rencontre de Paul Morin, de René Chopin et de Marcel Dugas. Ils formeront l'école de poésie exotique.
En 1906, il obtient la permission de rencontrer Émile Nelligan, alors interné à l'Retraite Saint-Benoit. Il publie une série de poèmes dans le journal La Patrie (Montréal) qui cristallise la critique en deux champs opposées : les exotistes et les régionalistes. En 1910, il publie son seul recueil de poésie Les Phases. À sa parution, le recueil « fait l'unanimité par la singularité et la nouveauté de sa démarche ». Un prolongement des Phases intitulé Mignonne, allons voir si la rose... paraît en 1912.
Il poursuit des études en médecine. Il quitte Montréal pour Paris pour étudier la bactériologie à l'Institut Pasteur. Cependant, il contracte la typhoïde et tombe dans une profonde dépression qui le mène à se convertir au catholicisme. En 1914, il devient professeur à l'université Laval à Montréal. En 1924, il devient médecin interne à l'asile Saint-Jean-de-Dieu et soigne notamment Nelligan, son idole de jeunesse. Il rencontre sa femme en 1925 avec qui il aura 4 enfants dont l'historien Robert Lahaise.
À la retraite en 1958, il s'installe de manière définitive à Mont-Saint-Hilaire.